# Vanessa Paradis
Vanessa Chantal Paradis (n. 22 decembrie 1972, Saint-Maur-des-Fossés, Région parisienne, Franța), cunoscută ca Vanessa Paradis, este o cântăreață și actriță și fotomodel francez.
S-a lansat la 14 ani cu hitul „Joe le Taxi”, în care apărea ca o Lolită franțuzoaică.
Are doi copii cu actorul Johnny Depp.

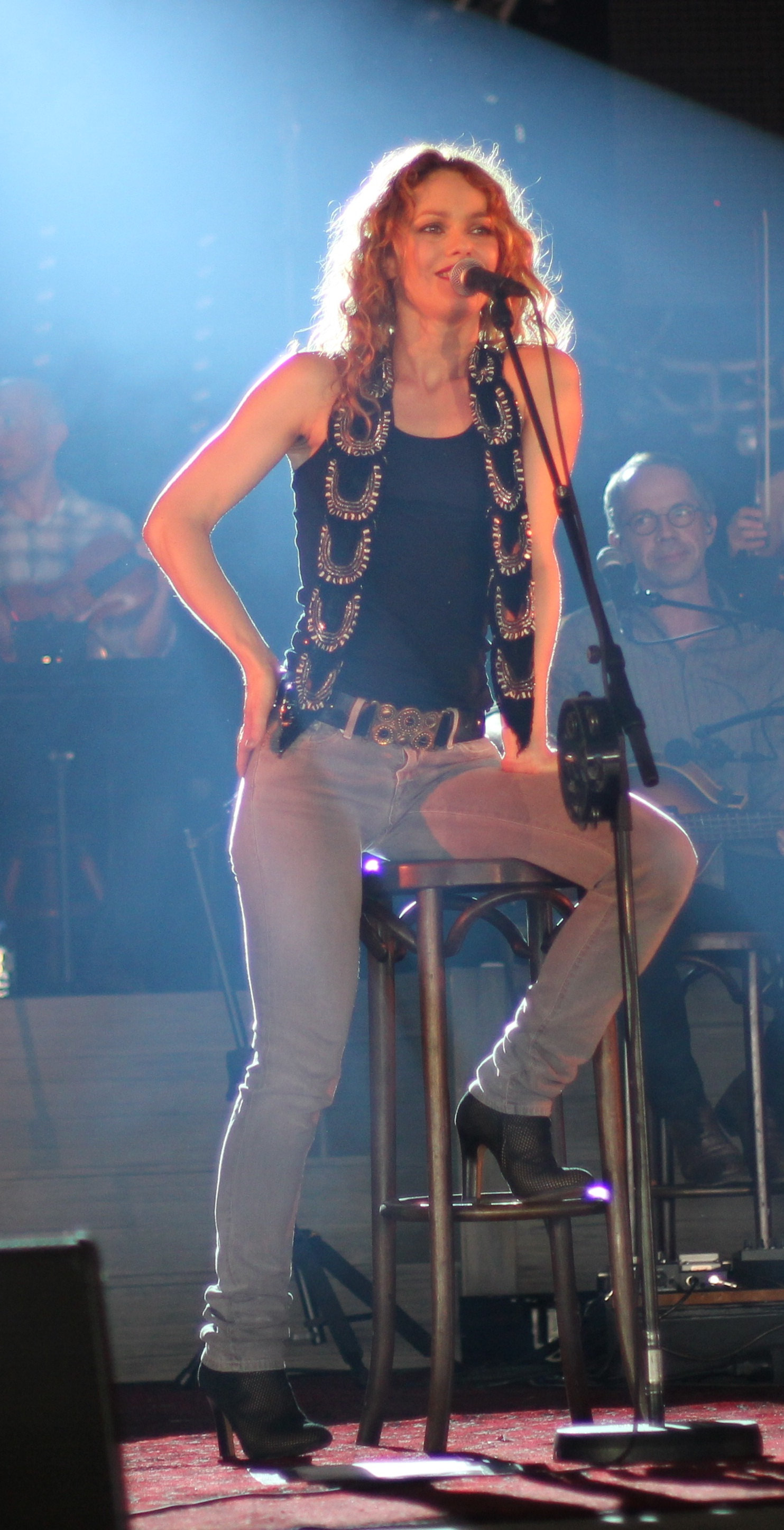
Vanessa Paradis (2010)

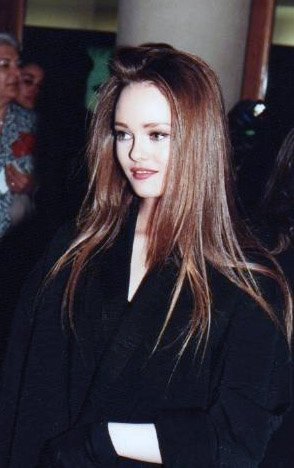
Vanessa Paradis în anul 1991 la Premiul César

## Discografie
Albume de studio
- 1988: M&J
- 1990: Variations sur le même t'aime
- 1992: Vanessa Paradis
- 2000: Bliss
- 2007: Divinidylle
- 2013: Love Songs

## Filmografie
| An   | Titlu                                     | Rol                          | Note |
| ---- | ----------------------------------------- | ---------------------------- | ---- |
| 1989 | Noce Blanche                              | Mathilde Tessier             |      |
| 1995 | Élisa                                     | Marie Desmoulin              |      |
| 1997 | Witch Way Love                            | Morgane                      |      |
| 1998 | Pleasure (And It's Little Inconveniences) | La voix du nouvel âge (voce) |      |
| 1998 | Une chance sur deux                       | Alice Tomaso                 |      |
| 1999 | Girl on the Bridge                        | Adèle                        |      |
| 2004 | The Return of James Battle                | Concia                       |      |
| 2004 | My Angel                                  | Colette                      |      |
| 2005 | The Magic Roundabout                      | Margote (voce)               |      |
| 2006 | Le soldat Rose                            | Made in Asia                 |      |
| 2007 | The Key                                   | Cécile                       |      |
| 2010 | Heartbreaker                              | Juliette Van Der Becq        |      |
| 2011 | A Monster in Paris                        | Lucille (voce)               |      |
| 2011 | Café de Flore                             | Jacqueline                   |      |
| 2012 | Dubaï Flamingo                            | Jackie                       |      |
| 2012 | Low Profile                               | Emmanuelle                   |      |
| 2012 | Corouaille                                | Odile                        |      |
| 2013 | Fading Gigolo                             | Avigal                       |      |
| 2014 | Rio, I Love You                           |                              |      |
| 2014 | Sous les jupes des filles                 | Rose                         |      |

## Premii și nominalizări
| An   | Lucrare nominalizată  | Premiu                         | Categorie                        | Rezultat     |
| ---- | --------------------- | ------------------------------ | -------------------------------- | ------------ |
| 1988 | "Joe le taxi"         | Victoires de la Musique        | - Best Song                      | Nominalizare |
| 1988 | Ea însăși             | Victoires de la Musique        | - Best New Female Artist         | Nominalizare |
| 1989 | Ea însăși             | Victoires de la Musique        | - Best New Female Artist         | Nominalizare |
| 1990 | "Mosquito"            | Victoires de la Musique        | - Best Music Video               | Nominalizare |
| 1990 | Noce Blanche          | Premiul César                  | - cea mai promițătoare actriță   | Câștigat     |
| 1990 | Ea însăși             | Prix Romy Schneider            | - Most Promising Actress         | Câștigat     |
| 1990 | Ea însăși             | Victoire de la Musique         | - Best Female Artist             | Câștigat     |
| 1991 | Tandem                | Victoire de la Musique         | - Best Music Video               | Câștigat     |
| 1993 | Ea însăși             | Victoire de la Musique         | - Best Female Artist             | Nominalizare |
| 2000 | La fille sur le pont  | Premiul César                  | - cea mai bună actriță           | Nominalizare |
| 2001 | Bliss                 | NRJ Music Awards               | - Best Francophone Album         | Nominalizare |
| 2001 | Ea însăși             | NRJ Music Awards               | - Best Francophone Female Artist | Nominalizare |
| 2007 | Ea însăși             | Ordre des Arts et des Lettres  | - Chevalier                      | Honored      |
| 2008 |                       | Trophée des Femmes en Or       | - Femme de Spectacle             | Nominalizare |
| 2008 | "Dès que j'te vois"   | NRJ Music Awards               | - Best Song                      | Nominalizare |
| 2008 | Divinidylle           | NRJ Music Awards               | - Best French Album              | Nominalizare |
| 2008 | Divinidylle           | Victoire de la Musique         | - Best Pop Album                 | Câștigat     |
| 2008 | Ea însăși             | Victoire de la Musique         | - Best Female Artist             | Câștigat     |
| 2008 | Ea însăși             | Globe de Cristal               | - Best Actress                   | Nominalizare |
| 2009 | Divinidylle Tour      | Victoire de la Musique         | - Best Music DVD                 | Câștigat     |
| 2011 | Ea însăși             | Victoire de la Musique         | - Best Female Artist             | Nominalizare |
| 2011 | Une nuit à Versailles | Globe de Cristal               | - Best Female Artist             | Nominalizare |
| 2011 | L'arnacœur            | Globe de Cristal               | - Best Actress                   | Nominalizare |
| 2012 | "La Seine" (with -M-) | Victoire de la Musique         | - Best Music Video               | Câștigat     |
| 2012 | Café de Flore         | Genie Award                    | - Best Actress                   | Câștigat     |
| 2012 | Café de Flore         | Jutra Award                    | - Best Actress                   | Câștigat     |
| 2012 | Café de Flore         | Cabourg Romantic Film Festival | - Swann d'honneur                | Câștigat     |
| 2012 | Café de Flore         | Vancouver Film Critics Circle  | - Best Canadian Actress          | Nominalizare |